# Aukcja wojska
Aukcja wojska – jeden z postulatów programowych obozu reform z XVIII wieku, który dotyczył powiększenia stanu armii poprzez zwiększenie jej stanu liczebnego.
Jednym z osób popierających aukcję wojska był Walenty Aleksander Czapski, który na sejmie w 1740 opowiedział się za aukcją wojska oraz wznowieniem rokowań z sąsiednimi krajami.
Został on częściowo zrealizowany w latach 1775 i 1788.